# Titans (serie televisiva 2000)
Titans è una serie televisiva statunitense del 2000, creata da Charles Pratt Jr e prodotta da Aaron Spelling.

## Personaggi e interpreti
- Samantha Sanchez, interpretata da Priscilla Garita.

## Colonna sonora
Nella colonna sonora, composta da Edward Arkin si ascoltano brani di Collective soul e Meredith Brooks. Il tema musicale è affidato a Sneaker Pimps nell'episodio pilota e a Stanley Williams nei restanti.

## Distribuzione
Negli Stati Uniti la serie è stata trasmessa dall'emittente televisiva NBC a partire dal 4 ottobre 2000. In Italia è stata trasmessa su Rai 2 a partire dal giugno 2001.

## Accoglienza
La serie televisiva si rivelò un clamoroso flop, infatti delle tredici puntate registrate, solo undici vennero trasmesse dalla rete.